# Church Hill, Tennessee
Church Hill är en ort i Hawkins County i delstaten Tennessee, USA.